# 谢内
谢内（法語：Chênée，法語發音：[ʃɛne] ⓘ）是比利时列日省列日的一个片区。谢内原为一独立市镇，1977年1月1日，谢内与列日和邻近的7个市镇外加属于市镇乌格雷的街区斯克莱桑合并，组成了今天的列日市镇，谢内成为了列日的一个片区。